# جون ر. جونز
جون ر. جونز (بالإنجليزية: John R. Jones)‏ هو سياسي أمريكي، ولد في 27 يوليو 1876 في ليونس في الولايات المتحدة، وتوفي في 30 يوليو 1972 في ووترفيل في الولايات المتحدة.